# Jiří Lipták
Jiří Lipták (* 30. března 1982 v Brně) je český sportovec, sportovní střelec a olympijský vítěz, který se věnuje brokové střelbě na trap. Opakovaně vyhrál mistrovství České republiky. Na Letních olympijských hrách 2020 v Tokiu získal zlatou medaili v trapu. Světovým šampionem se stal na Mistrovství světa 2014 v Číně a bronzovým medailistou na MS 2010 v Mnichově. Na Mistrovství Evropy 2012 v Larnace vystřílel bronz.
Závodí za klub SKP Kometa Brno, aktivně se věnuje také myslivosti a se svou rodinou žije v jihomoravských Rajhradicích.
V roce 2012 byl poprvé nominován na Letní olympijské hry 2012 v Londýně.
V lednu roku 2024 obdržel za rok 2023 Cenu města Brna za své sportovní úspěchy.

## Sportovní úspěchy
2001
- 2. místo družstva České republiky na Mistrovství světa juniorů
- 4. místo na Mistrovství Evropy juniorů
- 2. místo závod GP

2002
- 8. místo na Mistrovství světa juniorů
- 3. místo na Mistrovství Evropy juniorů
- 4. místo družstva České republiky na Mistrovství Evropy juniorů

2003
- 4. místo družstva České republiky na Mistrovství Evropy

2005
- 12. místo družstva České republiky na Mistrovství světa

2006
- 9. místo družstva České republiky na Mistrovství světa

2007
- 12. místo družstva České republiky na Mistrovství světa

2008
- 2. místo družstva České republiky na Mistrovství Evropy
- 3. místo na Mistrovství Evropy

2009
- 7. místo na Mistrovství Evropy
- 4. místo družstva České republiky na Mistrovství Evropy

2010
- 3. místo Mistrovství světa
- 1. místo družstva České republiky na Mistrovství Evropy

2011
- 2. místo družstva České republiky na Mistrovství světa
- 1. místo družstva České republiky na Mistrovství Evropy

2012
- 2. místo na Mistrovství Evropy
- 2. místo družstva České republiky na Mistrovství Evropy

2014
- 1. místo na Mistrovství světa v Číně

2016
- 3. místo družstva České republiky na Mistrovství světa ve Španělsku

2017
- 3. místo Mistrovství světa v Rusku
- 2. místo družstva České republiky na Mistrovství světa v Rusku

2018
- 2. místo na Světovém poháru ve sportovní střelbě v Koreji
- 3. místo na Mistrovství Evropy v Rakouskou

2021
- 1. místo na Olympijských hrách v Tokiu